# 亞先基
49°16′14″N 28°55′34″E / 49.27056°N 28.92611°E
亞先基（烏克蘭語：Ясенки），是烏克蘭的村落，位於該國西南部文尼察州，由文尼察區負責管轄，始建於1800年，面積1.39平方公里，海拔高度275米，2001年該村落人口517。

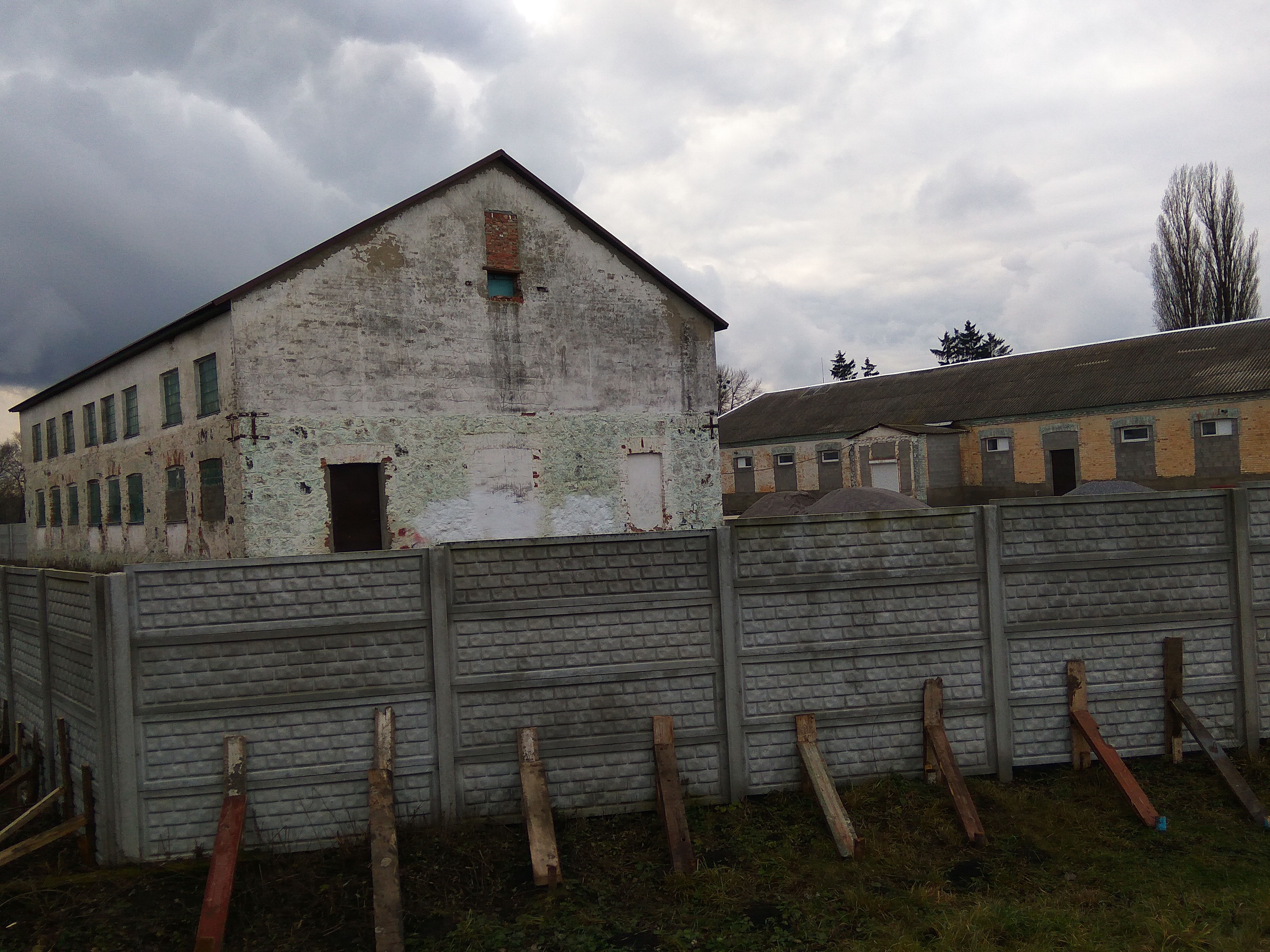
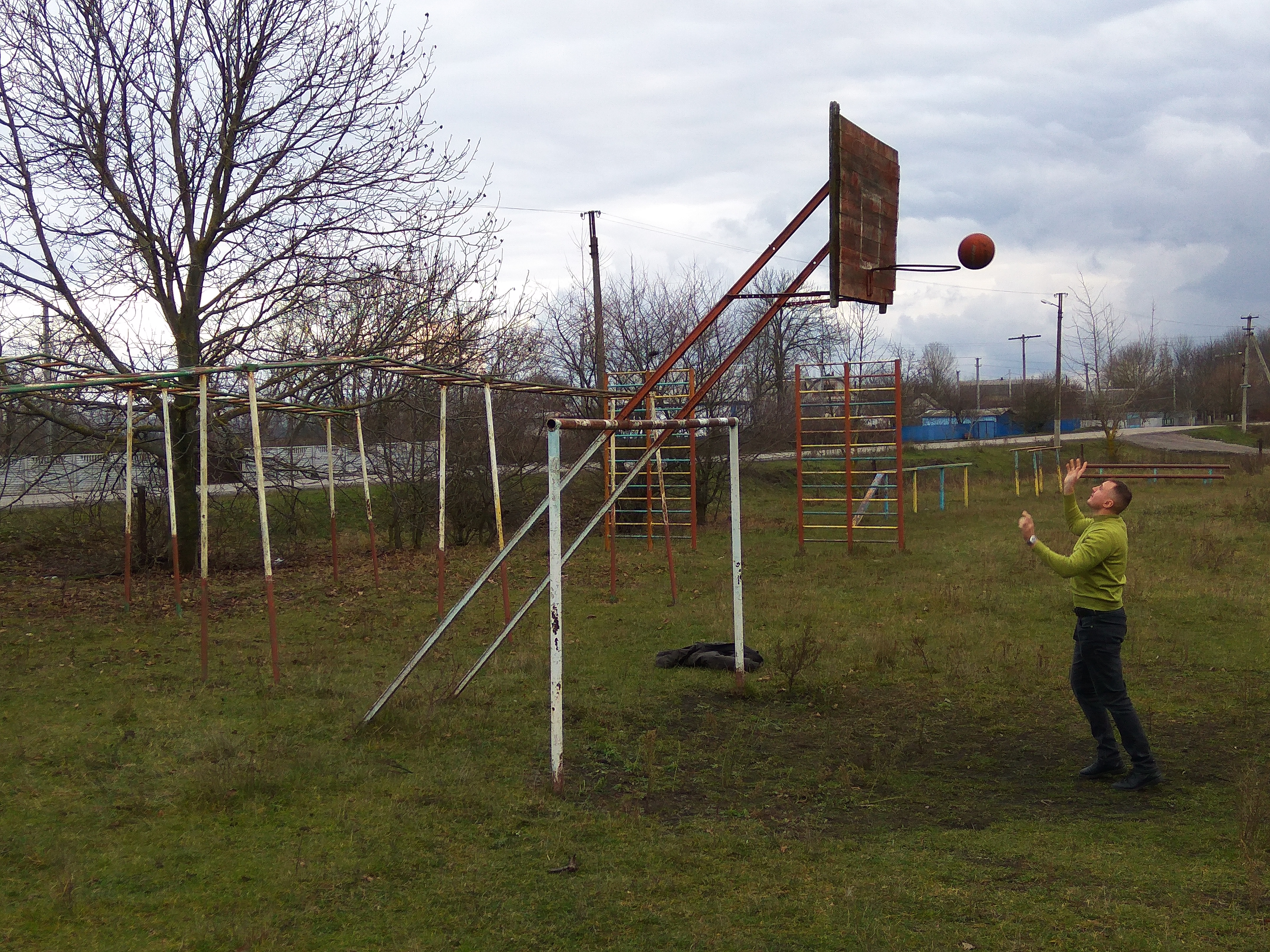
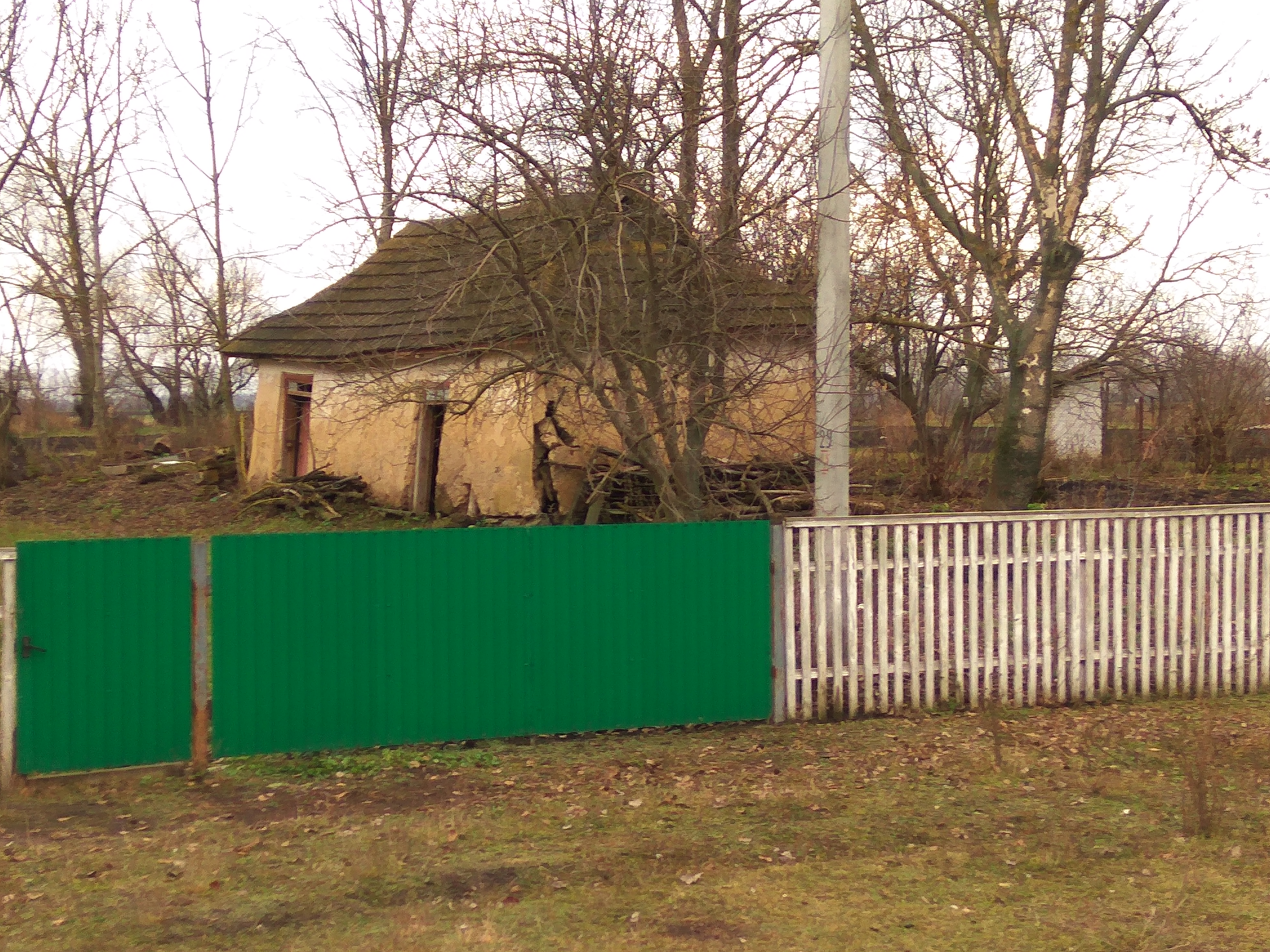
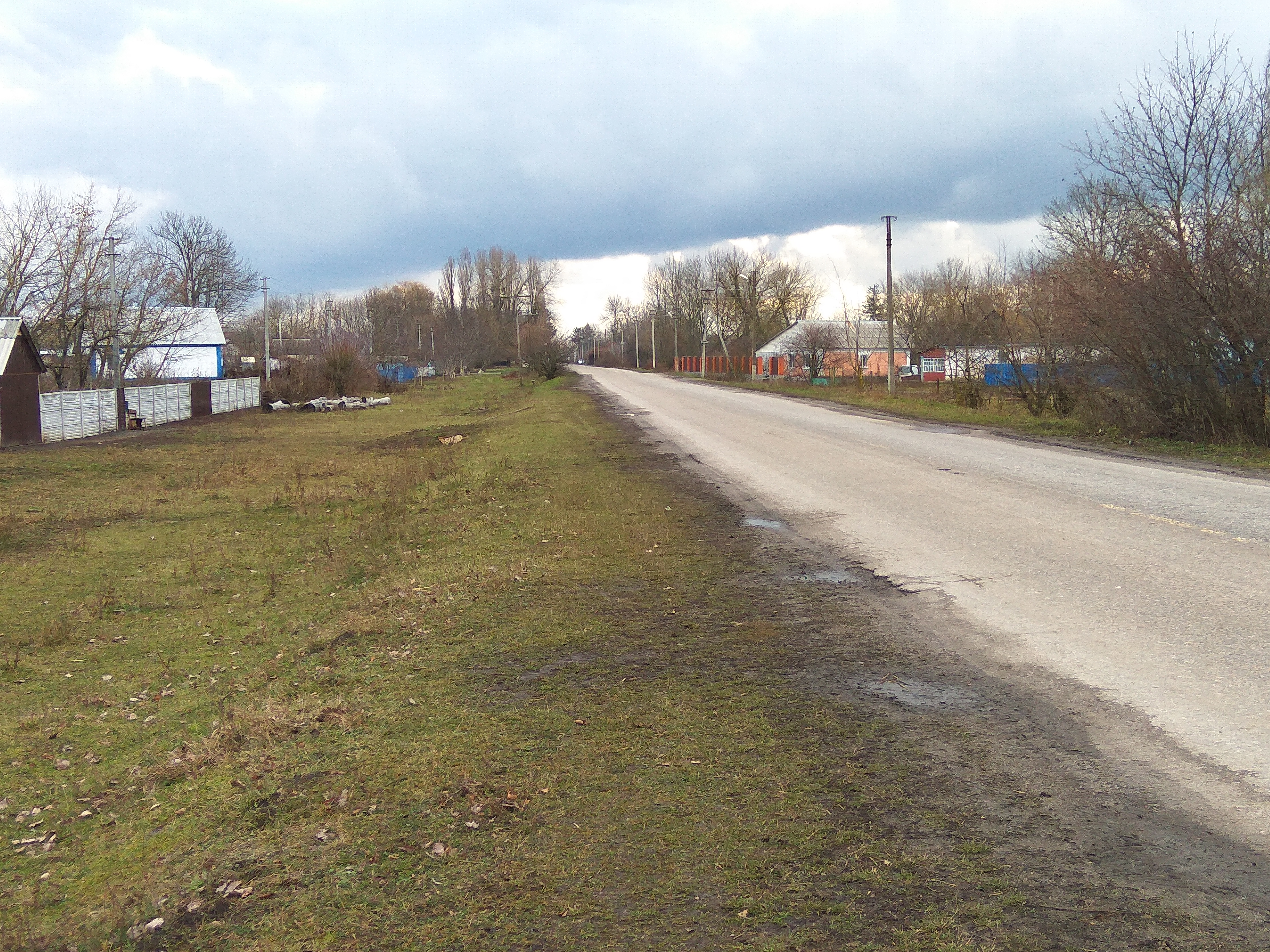
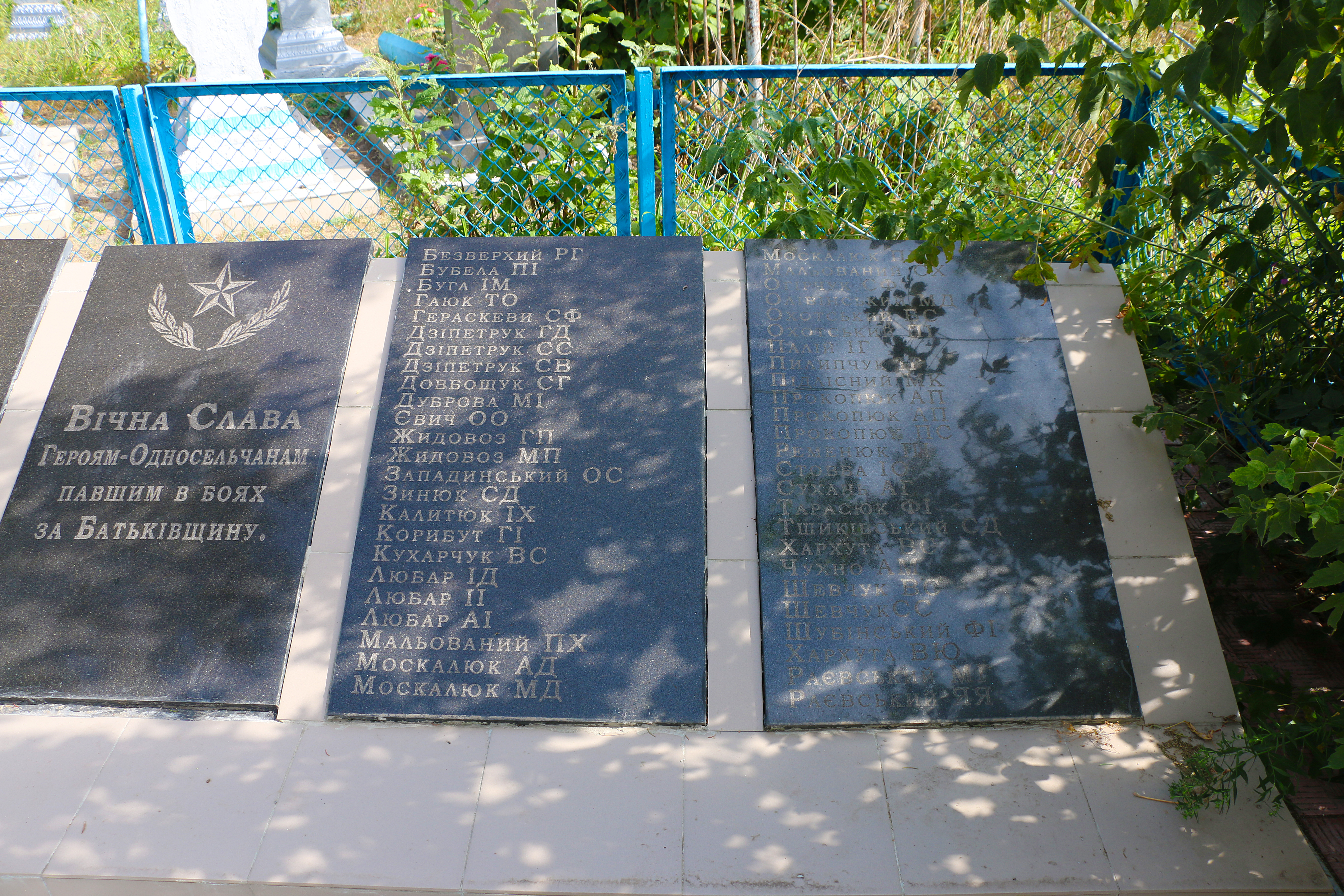
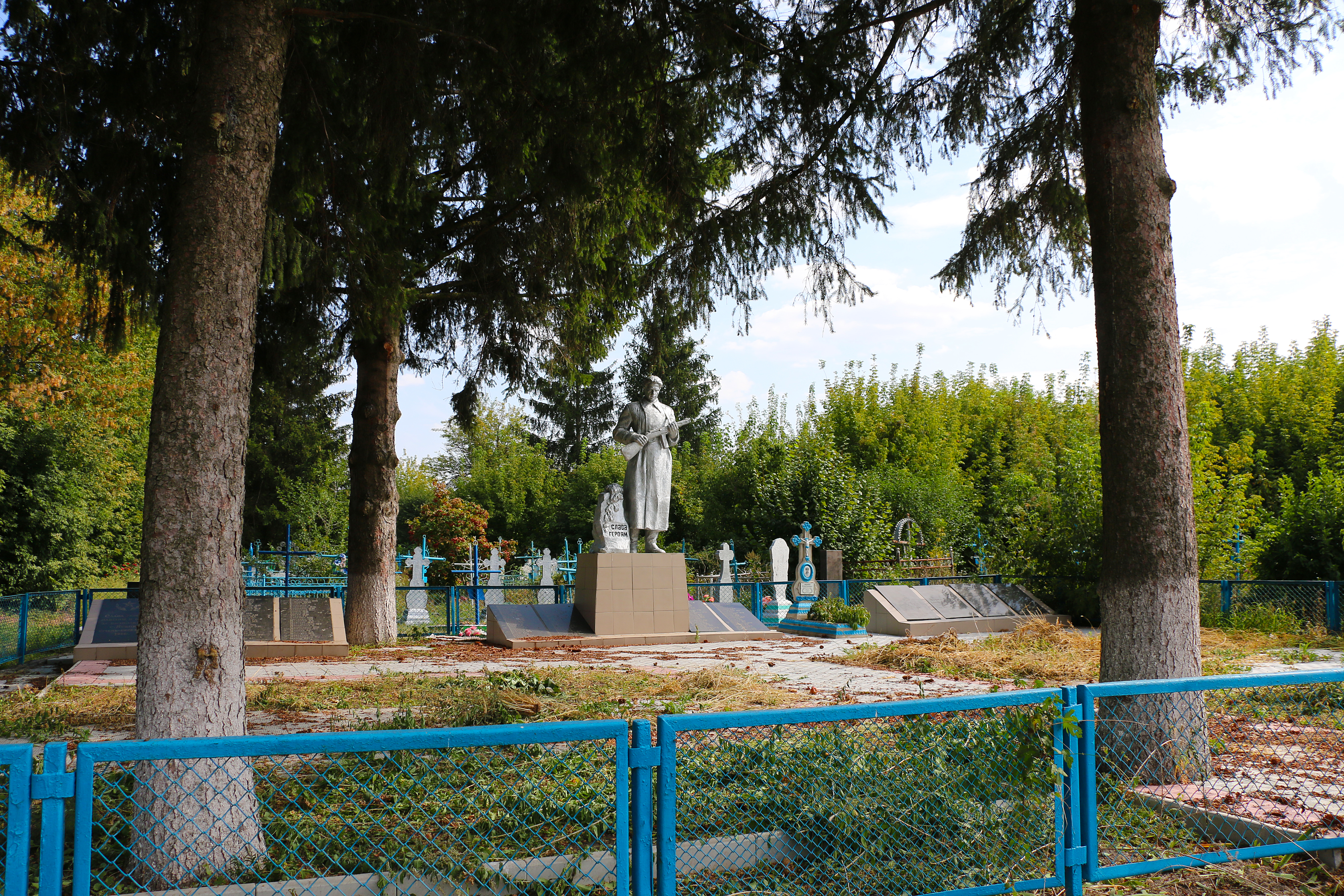
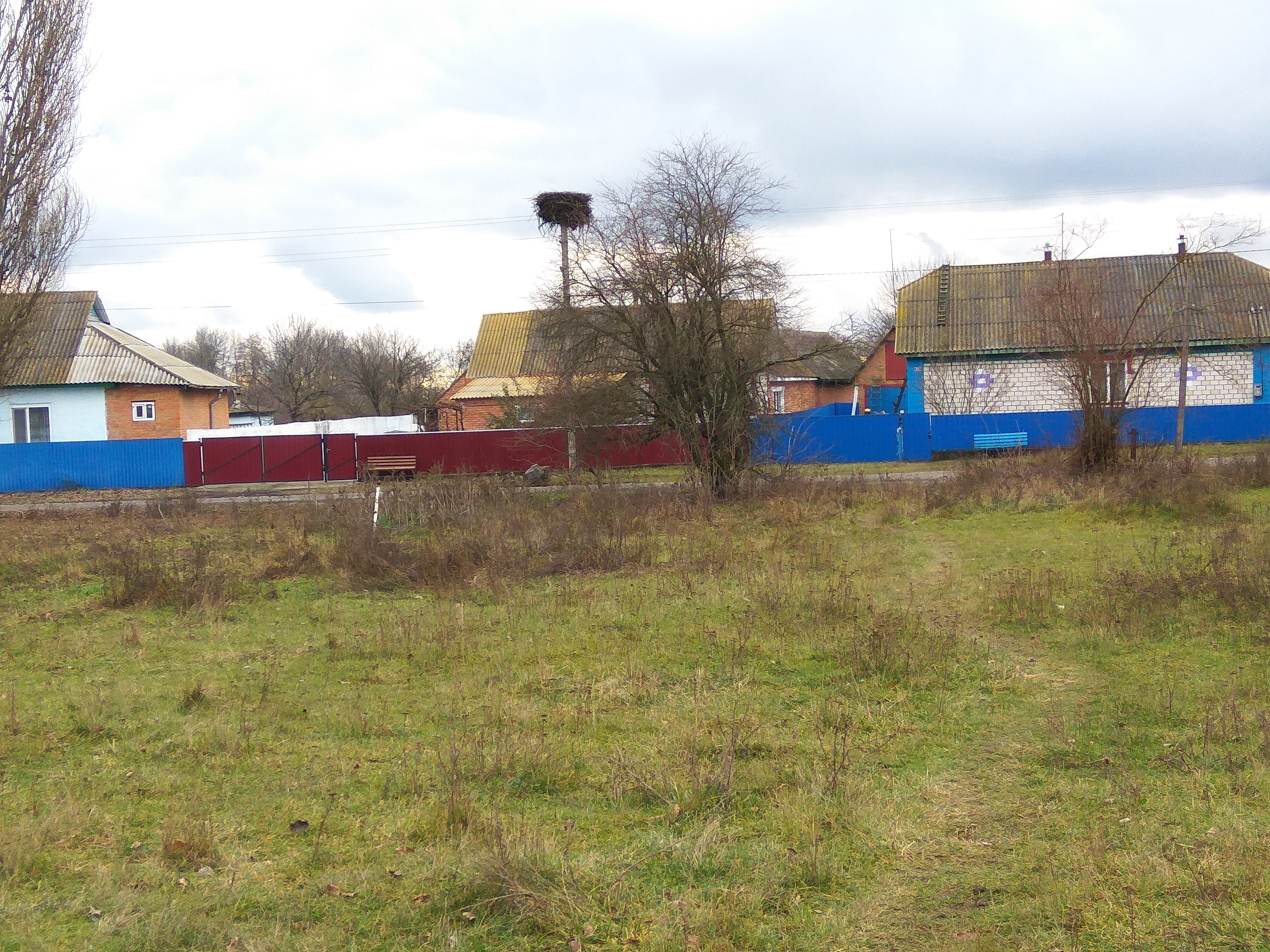